# Ioan Dumitrescu
Ioan Dumitrescu (n. 2 iunie 1947, la Ploiești) este un fost deputat român de origine română, ales în județul Constanța pe listele partidului FSN în legislatura 1990-1992. În cadrul activității sale parlamentare în legislatura 1990-1992, Ioan Dumitrescu a fost membru în grupurile parlamentare de prietenie cu Republica Portugheză, Republica Turcia, Republica Coreea, Regatul Spaniei și Republica Elenă. În legislatura 1992-1996, Ioan dumitrescu a fost ales deputat pe listele PDSR.